# Regionalwahl in der Emilia-Romagna 2000
Die Regionalwahl in der Emilia-Romagna 2000 fand am 16. April statt; der Regionalrat und der Präsident der Region Emilia-Romagna wurden gleichzeitig gewählt.

## Wahlergebnis
| Kandidaten                                        | Kandidaten          | Stimmen   | %    | Listen                  | Stimmen   | %    | Mandate |
| ------------------------------------------------- | ------------------- | --------- | ---- | ----------------------- | --------- | ---- | ------- |
|                                                   | Vasco Erranigewählt | 1.451.468 | 56,5 | Democratici di Sinistra | 869.242   | 36,1 | 16      |
| Partito della Rifondazione Comunista              | Vasco Erranigewählt | 1.451.468 | 56,5 | 138.464                 | 5,8       | 2    |         |
| I Democratici                                     | Vasco Erranigewählt | 1.451.468 | 56,5 | 113.132                 | 4,7       | 2    |         |
| Partito Popolare Italiano - Rinnovamento Italiano | Vasco Erranigewählt | 1.451.468 | 56,5 | 70.808                  | 2,9       | 1    |         |
| Federazione dei Verdi                             | Vasco Erranigewählt | 1.451.468 | 56,5 | 64.005                  | 2,7       | 1    |         |
| Partito dei Comunisti Italiani                    | Vasco Erranigewählt | 1.451.468 | 56,5 | 49.686                  | 2,1       | 1    |         |
| Socialisti Democratici Italiani                   | Vasco Erranigewählt | 1.451.468 | 56,5 | 29.934                  | 1,2       | –    |         |
| Partito Repubblicano Italiano                     | Vasco Erranigewählt | 1.451.468 | 56,5 | 21.625                  | 0,9       | –    |         |
| Unione Democratici per l’Europa                   | Vasco Erranigewählt | 1.451.468 | 56,5 | 1.363                   | 0,1       | –    |         |
| Mandate der Listengruppe                          | Vasco Erranigewählt | 1.451.468 | 56,5 | –                       | –         | 10   |         |
| ↳ Gesamt                                          | Vasco Erranigewählt | 1.451.468 | 56,5 | 1.358.259               | 56,4      | 33   |         |
|                                                   | Gabriele Canè       | 1.036.660 | 40,3 | Forza Italia            | 509.084   | 21,1 | 10      |
| Alleanza Nazionale                                | Gabriele Canè       | 1.036.660 | 40,3 | 274.420                 | 11,4      | 4    |         |
| Lega Nord                                         | Gabriele Canè       | 1.036.660 | 40,3 | 79.714                  | 3,3       | 1    |         |
| Centro Cristiano Democratico                      | Gabriele Canè       | 1.036.660 | 40,3 | 47.664                  | 2,0       | 1    |         |
| Cristiani Democratici Uniti                       | Gabriele Canè       | 1.036.660 | 40,3 | 42.548                  | 1,8       | –    |         |
| Partito Socialista – Socialdemocrazia             | Gabriele Canè       | 1.036.660 | 40,3 | 9.507                   | 0,4       | –    |         |
| Governare l'Emilia-Romagna                        | Gabriele Canè       | 1.036.660 | 40,3 | 8.094                   | 0,3       | –    |         |
| Liberal Sgarbi – I Libertari                      | Gabriele Canè       | 1.036.660 | 40,3 | 6.810                   | 0,3       | –    |         |
| Nicht gewählte Direktkandidat                     | Gabriele Canè       | 1.036.660 | 40,3 | –                       | –         | 1    |         |
| ↳ Gesamt                                          | Gabriele Canè       | 1.036.660 | 40,3 | 977.841                 | 40,6      | 17   |         |
|                                                   | Sergio Stanzani     | 70.655    | 2,7  | Lista Emma Bonino       | 62.611    | 2,6  | –       |
|                                                   | Carlo Rasmi         | 11.447    | 0,4  | Azione Popolare         | 9.080     | 0,4  | –       |
| Gesamt                                            | Gesamt              | 2.570.230 | 100  |                         | 2.407.791 | 100  | 50      |